# Matti Caspi

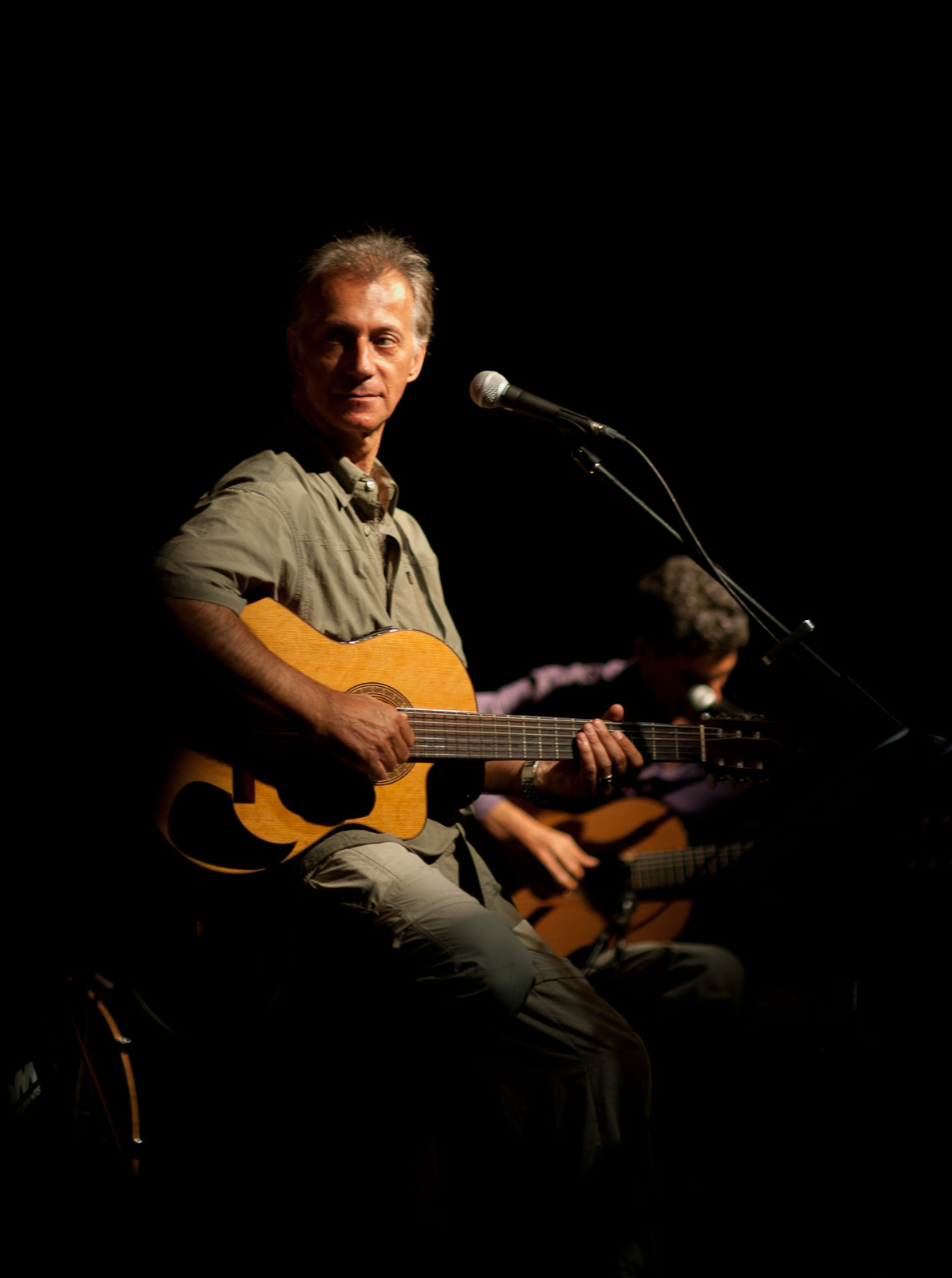
Matti Caspi, 2010

Matti Caspi, auch Mati Kaspi (hebräisch מתי כספי; geb. 30. November 1949 in Chanita, Israel), ist ein israelischer Liedermacher, Sänger, Komponist und Arrangeur. Er gilt als einer der populärsten Musiker Israels.

## Biografie
Matti Caspi wurde 1949 im Kibbuz Chanita im Norden Israels geboren. Er erlernte das Klavierspiel am Konservatorium in Naharija, obwohl ihm die Klavierstunden zuwider waren. Mit 16 Jahren hatte er seinen ersten öffentlichen Auftritt an einem Jugendwettbewerb des staatlichen Rundfunks.
Nach dem Militärdienst gründete er mit Gidi Oron und Jaakow Noy eine Gruppe, die sich zunächst „The Three Fat Men“, dann Lo ichpat lahem („They don’t care“) nannte. Während des Jom-Kippur-Krieges tourte er, um den Truppen moralische Unterstützung zu geben, mit Leonard Cohen, der sein Lied Lover Lover Lover für gemeinsame Auftritte mit Caspi arrangierte, durch einige israelische Militärbasen. Seit den 1970er Jahren arbeitete er mit zahlreichen israelischen Künstlern zusammen, darunter Ehud Manor, Shlomo Gronich, Jehudit Ravitz, Shalom Hanoch und Riki Gal. Der Song Emor Shalom, den Matti Caspi und Ehud Manor für das Frauentrio Chocolate Menta Mastik schrieben, erzielte am Eurovision Songfestival 1976 in Den Haag den sechsten Platz.
Matti Caspis musikalischer Stil ist vielfältig und verarbeitet verschiedenartige Einflüsse aus der klassischen Musik, balkanischen und osteuropäischen Musik, Musik der Roma, Jazz, Rock und brasilianischen Musik. Einige Lieder des Bossa-Nova-Begründers Antônio Carlos Jobim hat Caspi aus dem brasilianischen Portugiesisch ins Hebräische übersetzt. Eine intensive Zusammenarbeit pflegt er auch mit Sasha Argov. Im Jahr 2000 gab er ein Album unter dem Titel „Duette“ heraus, an dem unter anderem Aviv Geffen, Rami Kleinstein, Etti Ankri, Jehudit Ravitz, Dani Litani und weitere Künstler mitwirkten.

## Privates
Caspis erste Ehe mit Galia Superstein wurde nach knapp einem Jahr geschieden. Mit seiner zweiten Frau, der Schauspielerin Doreen Lubetzky, hat er zwei Kinder. Er traf Doreen 1972, heiratete sie drei Jahre später und trennte sich von ihr 1990. Das Scheidungsverfahren zog sich über Jahre hin, wobei es auch zu Bigamievorwürfen und zu Meinungsverschiedenheiten zwischen den Rabbinatsgerichten in Beverly Hills und in Israel kam. Mit seiner dritten Frau Raquel Wenger, mit der er einige Jahre in Kanada und in Kalifornien lebte, hat Caspi ebenfalls zwei Kinder.

## Diskografie

### Singles (Auswahl)
- 1973: ציור (mit Shlomo Gronich)
- 1974: איך זה שכוכב
- 1974: כשאלוהים אמר בפעם הראשונה
- 1974: נח (mit Chocolate Menta Mastik)
- 1976: ברית עולם
- 1976: הנה הנה
- 1976: לא ידעתי שתלכי ממני
- 1978: בלילות הקיץ החמים
- 1982: שיר ערש
- 2014: מסתובב (mit Aviv Geffen)